# ناشئ (اسم)
ناشئ هو اسم علم مذكر من أصل عربي، ومعناه هو النامي الشاب، الفتى الغلام.

## وصلات خارجية
- موسوعة السلطان قابوس لأسماء العرب